# Liste der Stolpersteine in Nohfelden
Die Liste der Stolpersteine in Nohfelden umfasst die Stolpersteine, die vom deutschen Künstler Gunter Demnig in der saarländischen Gemeinde Nohfelden im saarländischen Landkreis St. Wendel verlegt wurden. Stolpersteine sind Opfern des Nationalsozialismus gewidmet, all jenen, die vom NS-Regime drangsaliert, deportiert, ermordet, in die Emigration oder in den Suizid getrieben wurden. Demnig verlegt für jedes Opfer einen eigenen Stein, im Regelfall vor dem letzten selbst gewählten Wohnsitz.
Die ersten Verlegungen in der Gemeinde fanden am 19. November 2012 in Bosen, Gonnesweiler und Sötern statt.

## Verlegte Stolpersteine
In Nohfelden wurden bislang 19 Stolpersteine an vier Adressen verlegt.
| Stolperstein | Übersetzung                                                                                    | Verlegeort                        | Name, Leben                                     |
| ------------ | ---------------------------------------------------------------------------------------------- | --------------------------------- | ----------------------------------------------- |
|              | HIER WOHNTE FLORA HIRSCH JG. 1904 DEPORTIERT 1942 LUBLIN FÜR TOT ERKLÄRT                       | Gonnesweiler, Nahetalstraße 31-32 | Flora Hirsch geb. Kahn (1904-194?)              |
|              | HIER WOHNTE LUDWIG HIRSCH JG. 1903 DEPORTIERT 1942 LUBLIN FÜR TOT ERKLÄRT                      | Gonnesweiler, Nahetalstraße 31-32 | Ludwig Hirsch (1903-194?)                       |
|              | HIER WOHNTE RAIMUND HIRSCH JG. 1934 DEPORTIERT 1942 LUBLIN FÜR TOT ERKLÄRT                     | Gonnesweiler, Nahetalstraße 31-32 | Raimund Hirsch (1934-194?)                      |
|              | HIER WOHNTE CHARLOTTE KAHN GEB. BACH JG. 1870 DEPORTIERT 1942 TOT IN THERESIENSTADT            | Gonnesweiler, Nahetalstraße 31-32 | Charlotte Kahn geb. Bach (1877-194?)            |
|              | HIER WOHNTE JOSEF KAHN JG. 1870 DEPORTIERT 1942 TOT IN THERESIENSTADT                          | Gonnesweiler, Nahetalstraße 31-32 | Josef Kahn (1870-194?)                          |
|              | HIER WOHNTE FRIEDRICH SALOMON KOSCHELNIK JG. 1928 DEPORTIERT 1943 ERMORDET IN AUSCHWITZ        | Sötern, Hauptstraße 55            | Friedrich Salomon Koschelnik (1928-194?)        |
|              | HIER WOHNTE JOHANNA HEDWIG KOSCHELNIK GEB. KAHN JG. 1892 DEPORTIERT 1943 ERMORDET IN AUSCHWITZ | Sötern, Hauptstraße 55            | Johanna Hedwig Koschelnik geb. Kahn (1892-194?) |
|              | HIER WOHNTE LEONORE KOSCHELNIK JG. 1925 DEPORTIERT 1942 RIGA ERMORDET                          | Sötern, Hauptstraße 55            | Leonore Koschelnik (1928-194?)                  |
|              | HIER WOHNTE LOTTE KOSCHELNIK JG. 1929 DEPORTIERT 1943 ERMORDET IN AUSCHWITZ                    | Sötern, Hauptstraße 55            | Lotte Koschelnik (1929-194?)                    |
|              | HIER WOHNTE EGON LION JG. 1937 DEPORTIERT 1942 FÜR TOT ERKLKÄRT 31.12.1943                     | Bosen, Bostalstraße 62            | Egon Lion (1937-1943)                           |
|              | HIER WOHNTE FLORA LION GEB. HEIMAN JG. 1902 DEPORTIERT 1942 LUBLIN FÜR TOT ERKLKÄRT 31.12.1944 | Bosen, Bostalstraße 62            | Flora Lion geb. Heiman (1902-1944)              |
|              | HIER WOHNTE GÜNTHER LION JG. 1927 DEPORTIERT 1942 FÜR TOT ERKLKÄRT 31.12.1943                  | Bosen, Bostalstraße 62            | Günther Lion (1927-1943)                        |
|              | HIER WOHNTE MAX LION JG. 1890 DEPORTIERT 1942 LUBLIN FÜR TOT ERKLKÄRT 31.12.1944               | Bosen, Bostalstraße 62            | Max Lion (1890-1944)                            |
|              | HIER WOHNTE ARTHUR WOLF JG. 1894 DEPORTIERT 1942 LUBLIN ERMORDET                               | Sötern, Hauptstraße 47            | Arthur Wolf (1894-194?)                         |
|              | HIER WOHNTE HEINZ WOLF JG. 1928 DEPORTIERT 1942 LUBLIN ERMORDET                                | Sötern, Hauptstraße 47            | Heinz Wolf (1928-194?)                          |
|              | HIER WOHNTE HERBERT WOLF JG. 1925 DEPORTIERT 1942 LUBLIN ERMORDET                              | Sötern, Hauptstraße 47            | Herbert Wolf (1925-194?)                        |
|              | HIER WOHNTE JAKOB WERNER WOLF JG. 1923 DEPORTIERT 1942 LUBLIN ERMORDET                         | Sötern, Hauptstraße 47            | Jakob Werner Wolf (1923-194?)                   |
|              | HIER WOHNTE LUDWIG ERWIN WOLF JG. 1923 DEPORTIERT 1942 LUBLIN ERMORDET                         | Sötern, Hauptstraße 47            | Ludwig Erwin Wolf (1923-194?)                   |
|              | HIER WOHNTE PAULINE WOLF GEB. WENDEL JG. 1895 DEPORTIERT 1942 LUBLIN ERMORDET                  | Bosen, Bostalstraße 62            | Pauline Wolf geb. Wendel (1895-194?)            |

## Verlegedaten
- 19. November 2012: Bosen, Gonnesweiler und Sötern